# Georges Vésier
Georges Vésier (1858-1938) est un ingénieur français spécialiste de l'industrie métallurgique du cuivre et de l'aluminium, qui a passé quarante années à la tête de la Compagnie française des métaux (CFM).

## Biographie
Né à Paris en 1858 de père inconnu, diplômé de l'École centrale de Paris en 1882, Georges Vésier commence sa carrière chez Saint-Gobain puis travaille aux forges d'Eurville-Bienville, dans la Haute-Marne, parmi les plus anciennes de France, et à partir de 1891 à l'usine de Saint-Denis, appelée la "Stéarinerie de l'Étoile", car elle alors située place de l'Étoile. Il devient le directeur de cette petite entreprise de produits chimiques appelée aussi "Manufacture de l’Étoile".
Ensuite, il devient administrateur de la Compagnie française des métaux en 1895 puis nommé directement président délégué lorsque plusieurs administrateurs sont évincés en 1899 après des déboires financiers.
Tirant les leçons de l'échec du corner sur le cuivre de 1887 et s'adaptant à ses conséquences, il incite la société à passer des provisions sur la valeur des stocks de cuivre et se diversifier vers la production d'autres métaux, en particulier l'aluminium, qui a alors le vent en poupe. Un marché qu'il connait d'autant mieux qu'il est par ailleurs administrateur de la Compagnie des Produits Chimiques d'Alais et de la Camargue, en passe de devenir le premier producteur français d'aluminium.
Georges Vésier est l'un des fondateurs du groupe des industriels de la région parisienne. En 1934, il représente l'UIMM dans les discussions avec l'État. Il fait alors partie de ceux qui souhaitent conserver au monde des entreprises le maximum de liberté.
Il est inhumé au cimetière du Père-Lachaise (93e division).